# Ben Bolt (Texas)
Ben Bolt es un lugar designado por el censo ubicado en el condado de Jim Wells en el estado estadounidense de Texas. En el Censo de 2020 tenía una población de 1662 habitantes y una densidad poblacional de 52,41 habitantes por km². Fue incluido como CDP en el censo de 2020.

## Geografía
Ben Bolt se encuentra ubicado en las coordenadas 27°38′51″N 98°5′0″O / 27.64750, -98.08333. Según la Oficina del Censo de los Estados Unidos,  tiene una superficie total de 31,71 km², todos correspondientes a tierra firme.